# Lijst van beschermd erfgoed in Morlanwelz
Onderstaande tabel geeft een overzicht van de beschermde erfgoederen in de gemeente Morlanwelz. Het beschermd erfgoed maakt deel uit van het cultureel erfgoed in België.
| Object                                                                                | Bouwjaar/architect | Deelgemeente         | Adres                     | Coördinaten                   | Nummer?                | Afbeelding                                                           |
| ------------------------------------------------------------------------------------- | ------------------ | -------------------- | ------------------------- | ----------------------------- | ---------------------- | -------------------------------------------------------------------- |
| Priorij van Montaigu en kastanjebomen langs de rue de la Réunion (S)                  |                    | Morlanwelz-Mariemont | Rue de Montaigu           | 50° 27' 45" NB, 4° 15' 0" OL  | 56087-CLT-0003-01 Info | Priorij van Montaigu en kastanjebomen langs de rue de la Réunion (S) |
| Geboortehuis van Alexandre-Louis Martin (M)                                           |                    | Carnières            | Rue Saint-Eloi 89         | 50° 26' 43" NB, 4° 14' 40" OL | 56087-CLT-0004-01 Info | Geboortehuis van Alexandre-Louis Martin (M)                          |
| Kinderkribbe, kraamkamer en weeshuis op het "plateau de Warocqué" (bouwkundig geheel) |                    | Morlanwelz-Mariemont | Terrasse Warocqué         | 50° 27' 36" NB, 4° 14' 45" OL | 56087-CLT-0005-01 Info |                                                                      |
| Kinderkribbe, kraamkamer en toren van het weeshuis op het "plateau de Warocqué" (M)   |                    | Morlanwelz-Mariemont | Terrasse Warocqué         | 50° 27' 36" NB, 4° 14' 46" OL | 56087-CLT-0007-01 Info |                                                                      |
| De dreef, het park en de tuinen van Mariemont (S)                                     |                    | Morlanwelz-Mariemont | Chaussée de Mariemont 100 | 50° 28' 36" NB, 4° 14' 42" OL | 56087-CLT-0008-01 Info | De dreef, het park en de tuinen van Mariemont (S)                    |
| Stadhuis (M)                                                                          |                    | Morlanwelz-Mariemont | Rue Raoul Warocqué        | 50° 27' 22" NB, 4° 14' 31" OL | 56087-CLT-0009-01 Info | Stadhuis (M)                                                         |